# 孔斯科沃拉
孔斯科沃拉（波蘭語：Końskowola）位于波兰东南部卢布林省，介于普瓦維和卢布林之间，离库鲁夫市很近。在庫魯夫卡河上。人口2000多人。

## 名称
孔斯科沃拉的波兰文Końskowola按照字面翻译是“马的意愿”，其实际的来源是Wola（沃拉，是波兰农村的一种形态）和它的主人Jan z Konina的名字的组合，Konińskawola这个名字在1442年被提及。

## 历史
这个村庄可能建于14世纪，开始叫Witowska Wola。在19世纪的时候村子的名字改为现在的孔斯科沃拉。
1532年6月8日，孔斯科沃拉建立城镇，并逐渐成为辐射周边地区的食品贸易中心。当地还成立了几家纺织厂。很多人从波兰的其他地方迁移过来，还有人从萨克森迁来。